# نلیکه پنینکس
نلیکه پنینکس (انگلیسی: Nelleke Penninx؛ زادهٔ ۱۴ september ۱۹۷۱ (۵۳ سال)) ورزشکار روئینگ اهل پادشاهی هلند است.
وی در مسابقات کشوری و بین‌المللی در مجموع برندهٔ ۱ مدال نقره شده‌است.